# Sava (Italia)
Sava es una localidad y comune italiana de la provincia de Tarento, región de Apulia, con 16.881 habitantes.

## Evolución demográfica
| Gráfica de evolución demográfica de Sava entre 1861 y 2001 |
|                                                            |
| Fuente ISTAT - elaboración gráfica de Wikipedia            |